# سياسة سلوفاكيا
تجري سياسة سلوفاكيا في إطار نظام برلماني جمهوري ديموقراطي متعدد الأحزاب. يمارس البرلمان السلطة التشريعية، وتمارسها أحيانًا الحكومة أو الشعب مباشرةً. تتولى الحكومة بقيادة رئيس الوزراء السلطة التنفيذية. السلطة القضائية مؤسسة مستقلة عن السلطتين التشريعية والتنفيذية. رئيس الجمهورية هو رئيس الدولة. تصنف وحدة الاستخبارات الاقتصادية سلوفاكيا أنها (ديمقراطية معيبة).

## التاريخ
كانت تشيكوسلوفاكيا قبل ثورة 1989 دكتاتورية اشتراكية يحكمها الحزب الشيوعي التشيكوسلوفاكي مع تحالف ما يُسمى بالجبهة الوطنية. شُكلَت حكومة مؤقتة قبل الانتخابات الديمقراطية الحرة المُزمعة. أدى رئيس جمهورية تشيكوسلوفاكيا غوستاف هوساك اليمين عام 1989 أمام حكومة التوافق الوطني مُمثلةً بماريان سلفا، وتنازل بنفسه عن الحكم. تألفت الحكومة من 10 شيوعيين و9 من غير الشيوعيين، وكان هدفها الأساسي التحضير لانتخابات ديموقراطية وتأسيس الاقتصاد وبدء تجهيز دستور جديد. جَرَتْ الانتخابات البرلمانية التشيكوسلوفاكية 8 و9 يونيو 1990. حُلت الحكومة الثانية في يونيو 1990 واستُبدل بها حكومة التضحية الوطنية بقيادة ماريان سلفا. أُجريَت الانتخابات البرلمانية عام 1992، وهي الانتخابات الأخيرة لتشيكوسلوفاكيا.
حُلت حكومة سلفا الثالثة في 2 يوليو عام 1992 واستُبدل بها حكومة جان ستراسكي لتسيير الأعمال، لكنها حُلت أيضًا في 31 ديسمبر 1992 تزامنًا مع حل جمهورية تشيكوسلوفاكيا إلى جمهورية التشيك والجمهورية الاتحادية السلوفاكية.
بسبب النظام الفيدرالي، تشكلت حكومتان وطنيتان بعد ثورة 1989 في ظل حكومة تشيكوسلوفاكيا الفيدرالية، واحدة لجمهورية التشيك والأخرى لسلوفاكيا. تشكلت الحكومة السلوفاكية برئاسة ميلان شيش في 12 ديسمبر 1989، وحُلت في 26 يونيو 1990.أُجريَت انتخابات البرلمان السلوفاكي في 8-9 يونيو 1990 تزامنًا مع الانتخابات الفيدرالية التشيكوسلوفاكية. أعقب حكومة شيش حكومة فلاديمير ميتشيار الأولى (1990-1991)، وحكومة جون تشارنوغورسكي (1991-1992)، وحكومة فلاديمير ميتشيار الثانية (1992-1994).

## النظام القانوني
أُقر دستور جمهورية سلوفاكيا الديمقراطية في 1 سبتمبر 1992 وفُعل في 1 أكتوبر 1992، وأُضيفت إليه بعض المواد في 1 يناير 1993. عُدِّل في سبتمبر 1998 للسماح بالانتخاب المباشر للرئيس، ومرةً أخرى في فبراير 2001 بسبب شروط القبول في الاتحاد الأوروبي. يعتمد القانون المدني على القانون النمساوي المجري. عُدِّل النظام القانوني امتثالًا لالتزامات منظمة الأمن والتعاون في أوروبا، ولمحو النظرة الماركسية-اللينينية.

## السلطة التنفيذية
| المكتب       | الاسم            | الحزب             | منذ           |
| ------------ | ---------------- | ----------------- | ------------- |
| الرئيس       | زوزانا تشابوتوفا | سلوفاكيا التقدمية | 15 يونيو 2019 |
| رئيس الوزراء | إيغور ماتوفيتش   | الشعب العادي      | 21 مارس 2020  |

رئيس الجمهورية هو رئيس البلاد ورأس السلطة التنفيذية الرسمي، لكن مع سلطات محدودة جدًا. يُنتخب الرئيس مباشرةً بالتصويت العام بنظام الجولتين لمدة 5 سنوات. بعد انتخابات المجلس الوطني، يكلف الرئيس صاحب الكتلة الحزبية الأكبر أو زعيم ائتلاف الأغلبية برئاسة الوزراء. يكلف الرئيس مجلس الوزراء بتوصية من رئيس الوزراء بعد حصوله على موافقة الأغلبية في البرلمان. تضم الائتلافات من يوليو 2006 حتى يوليو 2010 أحزاب الديمقراطية الاجتماعية والوطني السلوفاكي والشعب. ضمت الائتلافات بعد انتخابات 2010 ائتلاف أحزاب المعارضة السابقة مثل: الحزب الديمقراطي السلوفاكي والاتحاد المسيحي والحركة الديمقراطية المسيحية وحزب العبور والحزب الجديد وحزب الحرية والتضامن. تكونت الحكومة في الفترة 2012-2016 من أعضاء حزب الاتجاه- الديمقراطية الاجتماعية صاحب الأغلبية في البرلمان. ومنذ 2016 ضم ائتلاف الأحزاب الحزب الوطني السلوفاكي وحزب الاتجاه- الديمقراطية الاجتماعية وحزب العبور.
بعد الانتخابات البرلمانية السلوفاكية عام 2020، فاز حزب (الشعب العادي والشخصيات المستقلة) بالانتخابات، وإيجور ماتوفيتش هو رئيس الوزراء.

## السلطة التشريعية
الهيئة الدستورية والتشريعية الوحيدة في الجمهورية السلوفاكية هي المجلس الوطني السلوفاكي الموحد، المكون من 150 مقعدًا. يُنتخَب النواب مدة 4 سنوات حسب مبدأ التمثيل النسبي. يوافق المجلس الوطني على الدستور والتشريعات الدستورية والإجراءات القانونية الأخرى، ويقر ميزانية الدولة. يُنتخَب بعض المسؤولين الذين يحددهم القانون وكذلك المرشحين لمنصب قاضي المحكمة الدستورية للجمهورية السلوفاكية والمدعي العام. لا بد من موافقة البرلمان على جميع الاتفاقيات الدولية قبل التصديق عليها. ويستطيع المجلس الموافقة على إرسال قوات عسكرية إلى خارج البلاد، أو وجود قوات عسكرية أجنبية على أرض الوطن. أندريه دانكو هو رئيس المجلس الوطني حاليًا.

## الأحزاب السياسية والانتخابات

### حق الاقتراع
لجميع المواطنين فوق 18 عامًا حق التصويت من طريق الاقتراع السري المباشر.

### الانتخابات الرئاسية
يُنتخَب رئيس الجمهورية مباشرةً بالتصويت العام بنظام الجولتين لمدة 5 سنوات. أُقيمَت جولتا الاقتراع في الانتخابات الأخيرة يومي 16 و30 مارس عام 2019.

### الانتخابات البرلمانية
يُنتخَب أعضاء المجلس الوطني للجمهورية السلوفاكية (بالسلوفاكية: Národná rada Slovenskej Republiky)‏ مباشرةً لدورة مدتها 4 سنوات بنظام التمثيل النسبي. النظام الانتخابي فردي على أساس الأكثرية العددية. يختار الناخبون مرشحيهم من القوائم المفتوحة. العتبة الانتخابية هي 5%. وأقيمت الانتخابات الأخيرة في 29 فبراير 2020.

#### الانتخابات البرلمانية عام 2020
| الحزب                                             | الحزب                                                       | الأصوات   | %     | المقاعد |
| ------------------------------------------------- | ----------------------------------------------------------- | --------- | ----- | ------- |
|                                                   | حزب أولانو نوفا (تحالف حزبي الشعب العادي والأغلبية الجديدة) | 721,166   | 25.02 | 53      |
|                                                   | الاتجاه - الديمقراطية الاشتراكية                            | 527,172   | 18.29 | 38      |
|                                                   | نحن عائلة                                                   | 237,531   | 8.24  | 17      |
|                                                   | حزب شعب سلوفاكيا لنا                                        | 229,660   | 7.97  | 17      |
|                                                   | سلوفاكيا التقدمية                                           | 200,780   | 6.96  | 0       |
|                                                   | الحرية والتضامن                                             | 179,246   | 6.22  | 13      |
| المجموع                                           | المجموع                                                     | 2,916,840 | 100   | 150     |
| الناخبون المسجلون/نسبة المشاركة                   | الناخبون المسجلون/نسبة المشاركة                             | 4,432,419 | 65.80 | –       |
| المصدر: Statistical Office of the Slovak Republic |                                                             |           |       |         |

## السلطة القضائية

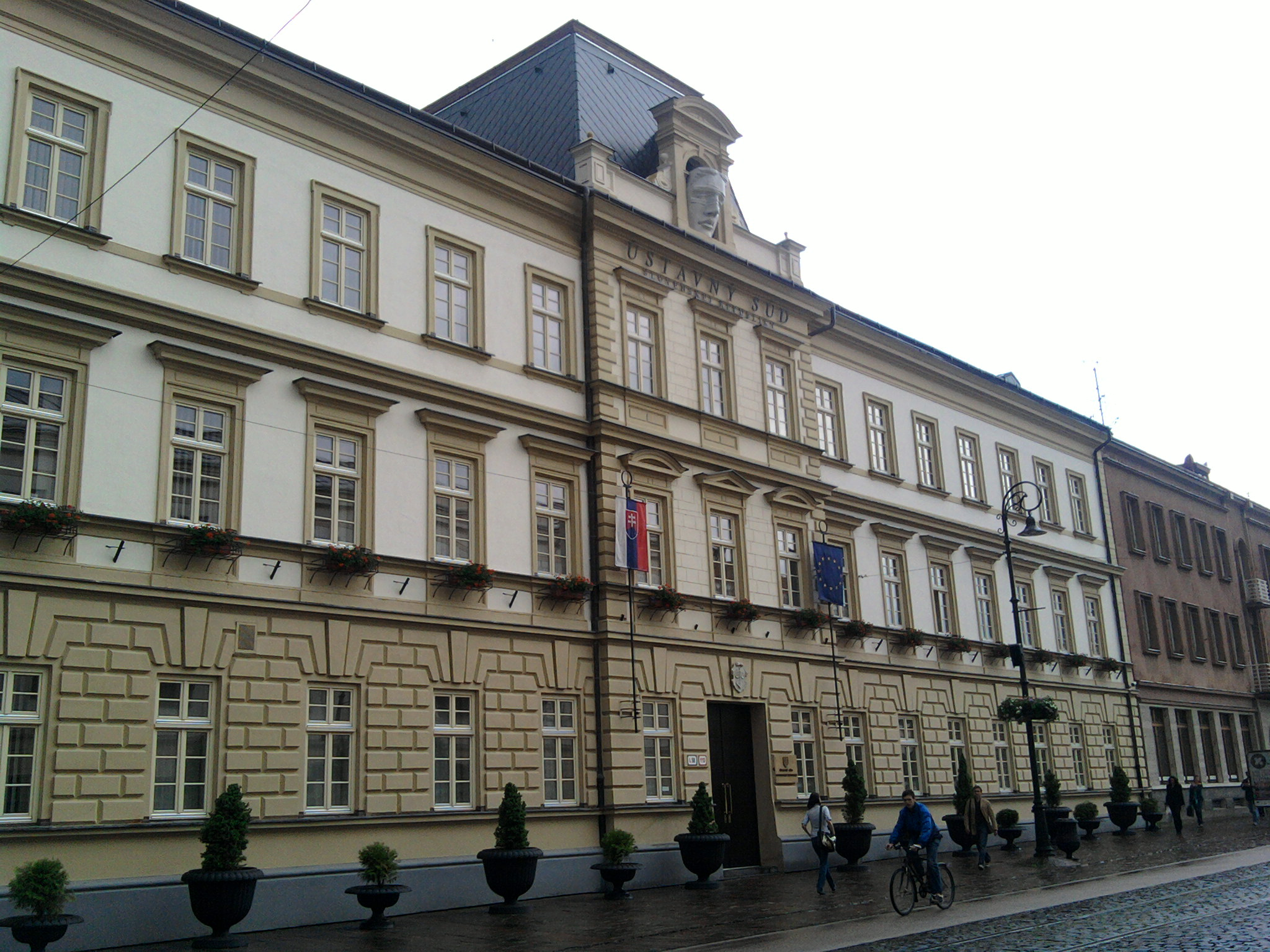
مبنى المحكمة الدستورية السلوفاكية

أعلى محكمة استئناف في البلاد هي المحكمة العليا، ينتخب المجلس الوطني قضاتها، يليها المحاكم الإقليمية والمحلية والعسكرية. ينص القانون في بعض الحالات أن يشهد اتخاذ القرار بعض القضاة من المدنيين. لدى سلوفاكيا أيضًا المحكمة الدستورية السلوفاكية، التي تقرر القضايا الدستورية. يُعين رئيس الجمهورية الأعضاء البالغ عددهم 13 عضوًا من القائمة التي رشحها البرلمان. تأسس مجلس قضائي بموجب تشريع أقره البرلمان عام 2002، يتكون من قضاة وأساتذة قانون وغيرهم من الخبراء القانونيين البالغ عددهم 18 عضوًا، وهم مسؤولون الآن عن ترشيح القضاة. يُعين رئيس الجمهورية جميع القضاة -عدا قضاة محكمة الاستئناف- من القائمة التي اقترحها مجلس القضاة. المجلس مسؤول أيضًا عن المجلس التأديبي في حالات سوء السلوك القضائي.